# خيري العمري
خيري العمري (1925-2003) قاض ومؤرخ عراقي معروف ينتمي إلى عائلة العمري في الموصل التي ينتهي نسبها إلى الخليفة عمر بن الخطاب.
هو ابن محمد أمين العمري (1889-1946) الذي عرف بمؤلفاتهِ التاريخية والعسكرية وبدوره المهم في تشكيل الجيش العراقي، حتى أنه شغل قبل وفاته في 17 حزيران 1946 منصب رئيس أركان الجيش.
وهو والد المفكر الإسلامي د. أحمد خيري العمري.

## النشأة
ولد خيري العمري في محلة علي افندي قرب جامع علي أفندي ببغداد سنة 1926، وقضى طفولته في الكرادة الشرقية، حيث كان والده آمرا للكلية العسكرية، ثم انتقلت أسرته سنة 1933 إلى دار إبتنته في شارع الزهاوي، وهناك دخل المدرسة المامونية وتأثر بجملة من معلميها أهمهم الاستاذ رؤوف الخطيب (اللغة العربية) وسعدي خليل (الرياضة) وعطا صبري (الرسم).
في 29 تشرين الأول 1936 وقع انقلاب بكر صدقي، وأبعد ياسين الهاشمي عن رئاسة الوزراء، وكان والده قبل الانقلاب معاونا لرئيس أركان الجيش، وعلى اثر الانقلاب نقل إلى الموصل حيث أصبح آمرا لحاميتها. بقي خيري مع والدته واخوته ببغداد إلى أن حلت العطلة الصيفية، فذهبوا إلى الموصل، وبعد الحركة المضادة التي قادها والده ضد حكومة حكمت سليمان التي جاء بها انقلاب بكر صدقي، عاد خيري العمري مع أسرته إلى بغداد وقضى المرحلة المتوسطة في المدرسة الغربية، أما الإعدادية فقد اتمها في المدرسة المركزية.

## عمله في القضاء
دخل كلية الحقوق وتخرج فيها سنة 1950.
بعد تخرجه عمل لفترة قصيرة في المحاماة ثم عين في مديرية التسوية العامة،
وبعدها انتقل للعمل القضائي في المحاكم، حيث عمل في المحكمة الشرعية الجعفرية، ثم أصبح محققا عدليا في حاكمية تحقيق الرصافة، ثم نائب مدعي سنة 1952، وانتدب فترة للتدوين القانوني، عاد بعدها إلى الادعاء العام، وعين مدونا قانونيا سنة 1964،
قام بتدريس مادة (أصول المحاكمات الجزائية) في كلية الشرطة، وبقي في التدوين القانوني حتى سنة 1970 حين عاد إلى الادعاء العام وبقي فيه حتى عين حاكما في محكمة البداءة سنة 1973. بعد أيام انتدب للتدوين القانوني محتفظا بصفة الحاكمية، ثم نقل إلى محكمة بداءة بغداد وفيها تعرض إلى حالة نزف في الدماغ، وقد سافر إلى القاهرة مرتين للعلاج وكان يعاني من فقدان القدرة على النطق بسبب النزف إلى أن وافته المنية سنة 2003م.

## اهتماماته الادبية والتاريخية
كان للجو السياسي الذي عاش فيه، ولكون والده من العسكريين والمؤرخين المعروفين، أثر كبير في توجهه نحو التأليف التاريخي وولعه بتدوين أحداث العراق السياسية ومتابعة سير شخصياته. وقد أشار خيري العمري إلى ذلك قائلا: كنت شديد التعلق بوالدي وتجمعني معه هواية قراءة التاريخ وكتابته.
اتجه إلى قراءة الأدب والتاريخ منذ دراسته المتوسطة، وأظهر تفوقا على زملائه في اللغة العربية التي كان يدرسها أحمد حامد الشربتي، كما اعجب بمدرسه أحمد عبد الباقي الذي يدرسه التأريخ في المتوسطة الغربية وحين كان طالبا في كلية الحقوق، قام بتدريس اللغة العربية في كلية بغداد.

### نتاجه الادبي
بدأ بنشر المقالات، وكان أول ما نشر له نقده ديوان (خفقة الطين)، لصديقه الشاعر بلند الحيدري، في جريدة الرأي العام (30 تموز 1947)، كما نشر في جرائد الأخبار والبلاد والشعب والجزيرة الموصلية، وفي بعض الصحف والمجلات العربية مثل جريدة الحياة ومجلة الأديب وكان يتردد على المقهى السوسري ويلتقي بزملائه، ومنهم جبرا إبراهيم جبرا، وبلند الحيدري، وأكرم الوتري، وعدنان رؤوف، كما كان يذهب إلى المقاهي الشعبية التي يجلس فيها الشاعر جميل صدقي الزهاوي. في سنة 1949 عمل محررا في جريدة صدى الاهالي، لباب (مطبوعات جديدة) وقد استمر بالكتابة في معظم الصحف التي أصدرها الحزب الوطني الديمقراطي ومنها الأهالي وصوت الاهالي.

### منهجه التاريخي
اهتم خيري العمري بتقديم نمط من الدراسة التاريخية يعد جديدا في العراق، ويقوم هذا النمط على ربط الشخصيات بالأحداث التي لها أهمية في تاريخ العراق الحديث، وهو حين يدرس هذه الشخصيات، يحاول أن يكون موضوعيا ومحايدا جهد إمكانه، فيذكر ما لها وما عليها دون أن يظهر عليه أي تحيز. يعد العمري من أبرز المؤرخين الذين اعتمدوا طريقة «المقالات الشخصية» مع الذين لهم صلة بما يكتبه، وكان يعتمد تقديم أسئلة مكتوبة، ويطلب من تلك الشخصية الإجابة عنها، وكثير ما كان يستخدم المذكرات الشخصية غير منشورة لمن يكتب عنه. منهج العمري في دراسة بعض الأحداث يستهدف «التوصل إلى حقيقة العوامل المؤثرة بها والأساليب التي أدت إليها، والنتائج التي أسفرت عنها»، ومنهجه هذا يعتمد إلى حد كبير على ثقافة القانون التي تقوم على الادلة والبراهين قبل إصدار الاحكام، وكتاباته تشبه إلى حد كبير كتابات المستشار طارق البشري عن تاريخ الحركة السياسية المعاصرة في مصر.
يبدو أن ثمة حافزين رئيسيين كان لهما أثرهما في طريقة كتابته لتاريخ العراق الحديث والمعاصر، أولهما: أنه ألقى في تموز 1950 محاضرة موضوعها «الاحزاب السياسية في تاريخ العراق الحديث» وقد نشرت في جريدة صدى الأهالي. ويذكر العمري أن كامل الجادرجي رئيس الحزب الوطني الديمقراطي علق على المحاضرة بعد سماعها قائلا: «ان الاطلاع إلى تاريخ الاحزاب العراقية ذو فائدة للجيل الحاضر، وإن المحاضرة قيمة بالنظر لجهد المحاضر». وكان الجادرجي يرى: «أن من الضروري توسيع المحاضرة من ناحية التيارات السياسية الحقيقية التي كان لها دورها في تأليف الاحزاب» وأضاف: «انه لا يمكن للجيل الحاضر أن يسرد تلك الحقائق الا بالاتصال مباشرة بالأشخاص الذين اطلعوا على الوقائع السابقة، وكانوا من المساهمين فيها لكي تبدو ملاحظاتهم بصفتهم شهودا أحياء لاستكمال تلك الأبحاث القيمة المفيدة». على اثر هذا التوجيه بدأ العمري بزيارة السياسيين المخضرميين والمعاصرين للأحداث، وصار يدون ما يسمعه منهم.
أما الحافز الثاني الذي وجهه لكتابة التاريخ والسير، فصلته بالصحفي والسياسي روفائيل بطي، ويذكر العمري أن بطي شجعه على تقديم أحاديث من إذاعة بغداد وكانت تدور حول شخصيات عراقية، وقد تطورت الفكرة عنده بحيث أصبحت نواة لكتاب بهذا الاسم صدر الجزء الأول منه سنة 1955، واحتوى الكتاب على ترجمة قلمية لإحدى عشر شخصية عراقية برزت في أدوار مختلفة من تاريخ العراق الحديث، ويشير العمري إلى أن الجادرجي كان أول السياسيين الذين واظب على حضور مجلسه، وقد أملى الجادرجي على العمري مذكراته التي نشرت فيما بعد بعنوان «أوراق كامل الجادرجي». كما أملى عليه مصطفى العمري مذكراته التي تدور حول تاريخ العراق المعاصر من سنة 1921 حتى سنة 1958 وما تزال غير مطبوعة لحد الآن. يذكر العمري أن صلاته كانت قوية بكل من حكمت سليمان وطه الهاشمي ومحمود صبحي الدفتري وجميل أمين وفائق السامرائي وتوفيق السويدي وصادق البصام وعلي محمود الشيخ علي وفخري الجميل وقاسم حسن وساطع الحصري ومزاحم الباجه جي ونائل سمحيري ونصرة الفارسي وحسين جميل، ويحتفظ العمري بالكثير من المعلومات والوثائق حول دور هؤلاء السياسيين ومواقفهم إزاء ما شهده العراق في تاريخه المعاصر.
في السنوات الأخيرة أضاف العمري إلى اهتماماته بتاريخ العراق الحديث المعاصر، هواية جديدة هي جمع الوثائق وقصاصات الجرائد والصور والشرائح (السلايدات) لشخصيات معروفة تعد من التراث البغدادي، كما أصبح هو شخصيا مرجعاُ حياُ يلجا اليه الباحثون وطلبة الدراسات العليا في أي موضوع يتعلق بتأريخ العراق المعاصر أو إحدى شخصياته.

### نتاجه التأريخي
اصدر خيري العمري الجزء الأول من كتابه الأول «شخصيات عراقية» سنة 1955 وهو في حدود الثامنة والعشرين من عمره، فاستقبل استقبالا جميلا وكتبت عنه أكثر من ثلاثين مقالة، واتفق معظم الذين كتبوا معه انه كان فتحا جديدا في المكتبة التاريخية العراقية.
في سنة 1966 أصدر كتابه «حكايات سياسية من تاريخ العراق الحديث» وقد تناول فيه بعض الأحداث البارزة التي وقعت في العراق الحديث وشغلت الرأي العام وإثارت اهتماماته ردحا من الزمن. من أبرز هذه الحكايات: ناظم باشا وسارة خاتون وحزب الاتحاد والترقي، ومعركة السفور والحجاب في العراق، وكتاب وأزمة، ومأساة عبد المحسن السعدون، ويلقى هذا الكتاب أضواء على مشاكل من تاريخ العراق الحديث والمعاصر، فكل حادث يتطرق اليه الكاتب، ويعرض جوانبه يعكس دلالة ويبرز مغزى، فعلى سبيل المثال إن اهتمامه بحادثة العلاقة بين ناظم باشا والي بغداد سنة 1910 والفتاة الارمنية سارة، يعكس الصراع الحزبي الذي كان دائرا بين حزب الاتحاد والترقي الحاكم آنذاك، وحزب الحرية والائتلاف المعارض. كما أن دراسته حول العرش العراقي تبرز طبيعة التيارات السياسية والفكرية التي ظهرت في العراق في أعقاب الحرب العالمية الأولى وتنازعات الراي العام العراقي وسلطات الاحتلال البرطاني.
أصدر سنة 1978 كتابه الشهير «يونس السبعاوي سيرة سياسي عصامي»، وفيه عرض لحياة وجهاد محمد يونس السبعاوي الكاتب والوزير العراقي الذي أسهم إسهاما فاعلا في ثورة مايس 1941 وتأجيج التوجهات القومية العربية في العراق ودفع حياته ثمنا لهذا حيث أعدم من قبل السلطة الملكية،
في سنة 1979 نشر كتابه «الخلاف بين البلاط الملكي ونوري السعيد»، وهو بالأصل مجموعة محاضرات القاها في قسم التاريخ بكلية الآداب، جامعة البصرة في كانون الأول 1977، ويعد هذا الموضوع بكرا في تاريخ العراق المعاصر. كشف العمري في هذا الكتاب النقاب عن خلفية كثير من الأحداث السياسية التي كانت صورها الظاهرة للعيان تختلف عن خلفيتها أو صورها الحقيقية التي كانت تختفي وراء الستار. وقد اعتمد في دراسته هذه على بعض الوثائق البريطانية والعراقية بعض المذكرات السياسيين العراقيين سواء المطبوع منها أو المخطوط مما أتيح له الوقوف عليها، وكذلك على أحاديث بعض الرجال الذين كان لهم أدوار في الأحداث ذات الصلة بموضوع الدراسة وعلى رسائل كتبها نوري السعيد خلال سنتي 1936 و1937 في اعقاب انقلاب بكر صدقي سنة 1936 حين لجأ إلى القاهرة ووجه معظمها إلى سيدة بغدادية كان لها صالونها الذي يتردد عليه بعض السياسيين والأدباء العراقيين آنذاك.
ولخيري العمري مقالات عديدة نشرها في الصحف والمجلات العراقية والعربية منها على سبيل المثال مقالته «عندما جاء موند إلى بغداد» التي نشرها في مجلة الاقلام (البغدادية) (السنة 2، الجزء 6، شباط 1966) ومقالته «ذكريات عن كامل الجادرجي» (نشرت في مجلة الهلال القاهرية، السنة 76، العدد 4، أول أبريل - نيسان 1968) ومقالته عن «كامل الجادرجي في الثلاثينات»، ونشرت في مجلة دراسات عربية التي تصدر ببيروت (السنة 6، العدد 4، شباط 1950)، ومقالته عن «جريدة الاهالي من 1932 إلى 1937» والمنشورة في مجلة الاقلام (السنة 6، الجزء 1، تشرين الأول 1969).
جميع مقالاته تكشف جوانب خفية من تاريخ العراق المعاصر، لذلك فإن الباحثين يجدون فيها مادة خام لما يكتبونه من دراسات ورسائل جامعية تخص العراق. انتقد العمري أولئك المؤرخين الذين ركزوا في كتاباتهم على جمع "المناهج الوزارية" و"مراسيم تأليف الوزارات" وأغلب الظن انه كان يقصد كتابات المؤرخ عبد الرزاق الحسني مؤلف الكتب الكثيرة في تاريخ العراق السياسي وأبرزها كتابه "تاريخ الوزارات العراقية" وقال ان مثل هذه الدراسات جاءت اقرب إلى "التقويم" المعتمد على الحوليات، منها إلى التاريخ الذي يستهدف التحليل للوصول إلى الحقيقة، ومن هنا فان العمري يرى أن مهمة المؤرخ "لا تقف عند حد الجمع والتدوين، بل تتجاوزه إلى محاولة استنطاق تلك الوثائق بعد تحقيقها والتثبت من سلامة نصوصها بحيث يلعب المؤرخ دور القاضي، فيأتي بالشهود والرواة ويستجوبهم ويدقق في أقوالهم التي هي بمثابة افادتهم، وبعد ذلك يقابل تلك الروايات ويعرضها على القارئ بأسلوب سلس واضح.
في منهجه في كتاب السير وحياة الشخصيات البارزة، ابتعد العمري عن الأسلوب الذي ينتهجه بعض كتاب السير من قصر العناية على بيان ميلاد البطل وسنة وفاته والوظائف التي شغلها والمراكز التي تولاها، وأسرته ونسبه وأصله، والتركيز على الجوانب اللامعة والايجابية، وتحاشي الخوض في الجوانب الداكنة السلبية والتهرب من القضايا الخاصة، مما يجعل تلك السيرة جافة، لا تنبض بروح الحياة ولا تصور صاحبها إنسانا له (ضعفه) و (قوته) و (نزواته) و (أهواؤه)، بل تصوره ملاكا يسمو عن البشر وأخطائهم، ويرتفع عن الآدميين وأهوائهم. "وانما حاول أن يتقرب مما يسمى بـ (الأسلوب الواقعي) في كتابة السيرة، وهو الأسلوب الذي يقوم على "أساس كشف الحقائق المتعلقة بالحياة (البطل) سواء تلك التي تتعلق بحياته الخاصة، أو حياته العامة، خلافا لأسلوب ازجاء الثناء الذي يتحاشى فيه بعض كتاب السير من التطرق إلى الحياة الخاصة للعظماء، وكشف النقاب عنها، ورفع الاستار عن خفاياها".
يرفض العمري مثل تلك النظرة مقررا أنها لم تعد مقبولة، لانه أصبح من الصعب رسم خطوط فاصلة بين ما هو خاص وما هو عام، ويضيف: "إذا كانت تلك الخطوط تبدو واضحة المعالم قبل عصر التحليل النفسي، فإنها لم تعد كذلك في ظل هذا العصر، إذ أصبح كل شيء عن حياة البطل يتصل بأعماله من قريب أو بعيد، يمكن الاستعانة به لفهم مواقفه ولمعرفة تصرفاته وتقويم أدواره. وإذا أردنا أن نجد معيارا رئيسا لتقويمنا أعمال خيري العمري الخاصة بالسير والتراجم، فسوف لا نجد إلا معيارا واحدا وهو مدى اقترابه، وهو يؤرخ سير بعض الشخصيات العراقية، من الهدف التربوي والتثقيفي الذي ننشده عندما نقدم ما أنجزه العمري في هذا المجال إلى القراء.
تكشف كتاباته عن أن العمري، فضلا عن كونه مؤرخا دؤوبا على العمل بصمت، يتمتع بأمرين مهمين، أولهما: ثقافة تاريخية وقانونية واسعة يرفدها جهد علمي جاد ومتميز. وثانيهما: معرفة دقيقة بفن السير والتراجم. من هنا يعد العمري من أوائل الذين أولعوا بتاريخ العراق المعاصر، وفطنوا إلى أهمية تدوينه، ووجهوا عنايتهم إلى معالجة موضوعاته بدقة وأمانة.

## وفاته
توفي خيري العمري في بغداد ليلة 30 ديسمبر 2003.

## المؤلفات
- حكايات سياسية من تاريخ العراق الحديث.
- شخصيات عراقية.
- يونس السبعاوي.
- الخلاف بين البلاط الملكي ونوري السعيد.